# Ichneumon brachyacanthus
Ichneumon brachyacanthus là một loài tò vò trong họ Ichneumonidae.